# ウルトラマンマックス

TBS放送センター前に2023年まで設置されていたウルトラマンマックスの立像

『ウルトラマンマックス』は、2005年（平成17年）7月2日から2006年（平成18年）4月1日まで、中部日本放送・TBS系で毎週土曜日7時30分 - 8時に全39話が放映された、円谷プロダクション制作の特撮テレビドラマ作品、および作中に登場する巨大変身ヒーローの名称。
番組のキャッチコピーは「最強! 最速!! Max Power! Max Speed!!」。

## 概要

### 特徴
テーマが重くシビアな内容だった前作『ウルトラマンネクサス』とは対照的に、本作品は「原点回帰」をテーマにしている。
ウルトラマンマックスはウルトラマン80までの昭和ウルトラマン同様にM78星雲出身の設定だが、世界観は昭和ウルトラシリーズと繋がっていない。これはパイロット監督を務めた金子修介が『ウルトラマンティガ』以降のシリーズの設定の詳細を知らず、「ウルトラマンなら当然M78星雲出身だろう」と設定したことによる。『ティガ』以降の平成ウルトラシリーズ共通の特徴だったウルトラマンのタイプチェンジ変身は、本作品では採用されていない。また、派手な変身プロセスが見られ、装着した変身アイテムが必殺技使用時に使われるのも特徴である。
本作品は、本編放送時間を長くするために大幅な放送フォーマットの変更を行っている（#放映データ参照）。また、オープニングの映像では、冒頭にサブタイトル、最後に登場する怪獣の名前が掲げられ、ウルトラマンや怪獣、防衛隊隊員のシルエットが使用されるなど、昭和期のウルトラシリーズ同様のフォーマットを採用している。
地球防衛連合日本支部司令官役として黒部進（『ウルトラマン』の主人公・ハヤタ）、怪獣生態学博士に桜井浩子（『ウルトラQ』の江戸川由利子と『ウルトラマン』のフジ・アキコ）を起用。その他、森次晃嗣（『ウルトラセブン』のモロボシ・ダン）や二瓶正也（『ウルトラマン』のイデ隊員と『ザ☆ウルトラマン』のトベ隊員）、佐原健二（『ウルトラQ』の万城目淳と『セブン』のタケナカ参謀）や西條康彦（『ウルトラQ』の戸川一平）、毒蝮三太夫（『ウルトラマン』のアラシ隊員と『セブン』のフルハシ隊員）、真夏竜（『ウルトラマンレオ』のおゝとりゲン）など、かつてのウルトラシリーズの昭和世代のレギュラー俳優・出演者が多数ゲスト出演している。また、平成ウルトラマンのテレビシリーズとしては初めてバルタン星人・ゼットン・レッドキングといった『ウルトラマン』『ウルトラセブン』の有名な怪獣も登場する。これらは子供だけでなく親子で楽しんでもらおうという意図による。ナレーションは佐野史郎が担当した。
『ウルトラQ dark fantasy』でメイン監督だった八木毅がチーフプロデューサーを務める。スタッフには平成ウルトラシリーズを支えてきた村石宏實、川上英幸、八木毅、太田愛、小中千昭、シリーズ初参加の栃原広昭、佐藤太、村上秀晃、三池崇史、さらにはウルトラシリーズに馴染み深い実相寺昭雄、飯島敏宏、上原正三など、本作品は全39話という短い話数だが、監督11名、脚本18名という歴代ウルトラマン史上最多のクリエイターがスタッフとして参加している。
八木は監督や脚本家主導の作家主義を採用して1話ごとの面白さを追求しており、第1クールでは王道の作品であることを視聴者に認識させるために作品の方向性をコントロールせざるを得なかったが、第2クールからの各作品は非常にバラエティに富んだものとなっている。第15話「第三番惑星の奇跡」などのような感動路線的なエピソードもあれば、第16話「わたしはだあれ?」や第20話「怪獣漂流」などのような徹底してパロディやスラップスティックを追求したコメディ調エピソードも多く存在する。さらには、『ウルトラセブン』の続編とも解釈できる第24話「狙われない街」、ウルトラシリーズそのものをメタ視した第22話「胡蝶の夢」など、作品の基本設定さえもフィクションの一部として利用したような番外編的エピソードまで登場した。

### 製作
前作『ウルトラマンネクサス』が当初の予定より短縮されたため、本作品は準備期間が半年という非常に切迫した状況での開始となった。『ネクサス』は1年以上の準備期間をかけていたが、本作品では2005年7月からの放送に対して2004年12月初めから企画が進められ、正式な企画書提出は2005年2月半ばであった。通常は放送開始の3週間前から始める新番組予告を、本作品では『ネクサス』の放送期間中に放送開始8週間前から始めている。このため、直近作品のプロデューサーを務めた渋谷浩康は前作『ネクサス』の纏めに入るため、監督の立場であった八木が企画を立ち上げることになった。
企画はプロデューサーの八木毅、メイン監督の金子修介、監督兼脚本家の梶研吾、脚本家の小林雄次らが中心となって立案された。キャスティングや1クール目のスタッフは金子の人脈による部分が大きい。
小林による初期の企画案では『ウルトラマン』の数十年後の世界が舞台となる続編とするものがあり、黒部や桜井の起用はこの名残である。
2004年12月中旬に提出された初期案ではヒーローの名称がウルトラゼノンという、ウルトラセブン以来の「マン」が外れる名称を企画していたが、力強さをまっすぐに表現するため、ウルトラマンマックスとなった。「ゼノン」の名称は、本作品に登場するゲストウルトラマンの「ウルトラマンゼノン」に引き継がれている。
『ウルトラゼノン』は、原点に戻した考え方として、八木が正しいフォーマットであると思った『ウルトラQ』を土台とした『ウルトラマン』『ウルトラセブン』までの流れを再現するために、ダークファンタジーを土台としたものとして意図し、『ウルトラQ dark fantasy』から続く流れと理解して企画を進め、「STORY,SIMPLE,SPEED,STRONG,SF,SENSE OF WONDER」の「6つのS」をポイントと規定した企画内容となっている。その6点を念頭に置いた「ウルトラの王道」から離れない「簡潔」で、「骨太」な「直球勝負」の作品を作ろうとした結果、徹底したエンターテインメントを目指し、「6つのS」をベースとした「超高速」というテーマとなった。光の存在であるウルトラマンを表現するため、「世界観」「アクション」「存在感」のすべてが透明感のある明るさや純粋さと光のスピードをもって描くこととし、徹底して「超高速」を押し出すことによって新しさを含んだスピード感にあふれたキャラクター、存在感のあるウルトラマンの姿を作り出せると主張された。その後、商標登録の点でも、「ウルトラマン○○」の方が登録に問題が出にくいことから、『ウルトラゼノン』は岡崎の提案した『ウルトラマンマックス』に変更となった。
プレックスによる初期案ではウルトラマンフェニックスやウルトラマンウイングなどの名称が用いられており、鳥をモチーフとした意匠は決定デザインにも取り入れられている。カプセル怪獣や母艦に変形する基地などの案もあった。
前述の通り、平成ウルトラシリーズの主役としては唯一、タイプチェンジを伴うパワーアップはしていない（ただし、武器を受け取って自身の戦力強化にあててはいる）。
放送枠については『ネクサス』製作の時点でTBS系土曜7時30分が2006年4月から毎日放送の情報番組になることがすでに確定しており、『ネクサス』の後にもう1本作品を製作したい円谷側にとって、『ネクサス』を1年放送した後に2クールで番組を作成することが困難であったため、『ネクサス』を短縮して本作品を3クールで終了することは当初から決定しており、『ウルトラマン』と同じ全39話に収まった。その結果、本作品は2022年時点で最後のTBS系全国ネット放送の作品となった。また、本作品終了後の2006年4月からは毎日放送制作のワイドショー番組『知っとこ!』が30分拡大されたため、『小さな旅と美術館』以来続いたTBS系土曜7時30分におけるCBC制作の全国ネット番組は本作品が最後となり、CBC制作枠は日曜朝7時前半枠へ移動し、『週刊!健康カレンダー カラダのキモチ』が開始された。
『ティガ』以降の作品では初めて劇場版が製作されておらず、マックスやゼノンの劇場版初登場は2009年制作の『大怪獣バトル ウルトラ銀河伝説 THE MOVIE』になる。関連商品についても、『ウルトラマンコスモス』以降の作品では本作品のみ、家庭用テレビゲームソフトが発売されていない。

## ストーリー
21世紀。世界各地に異常災害が発生し、空想の産物と思われていた怪獣が現実に出現するようになった。それはあまりに繁栄しすぎた人類という種に対し、生態系が生み出した天敵でもあった。
チームDASHのダッシュバード1号の不時着現場に居合わせた災害ボランティアの青年トウマ・カイトは、負傷したコイシカワ・ミズキ隊員に代わってダッシュバード1号に搭乗し、グランゴンやラゴラスの2大怪獣に立ち向かう。だが、怪獣の攻撃を受けてダッシュバードは操縦不能となってしまう。その時、赤く光る玉とともに現れた光の巨人がカイトを救った。地球文明を監視するためにM78星雲からやって来た巨人は、自分の身を省みずに人々を救おうとするカイトの姿に「共振する個性」を見出し、カイトと一心同体となって人々の命を守るために戦うことを決意し、マックススパークをカイトに授けた。こうして、ウルトラマンマックスが誕生した。
これを機にカイトはDASHに入隊。以後、マックスの力が必要になるとマックススパークを使用してマックスに変身し、怪獣や宇宙人と戦う。

## 登場人物
トウマ・カイト
本作品の主人公。8月30日生まれで、血液型はO型。年齢は23→24歳。
中学生時代、旅行中に地震災害で両親を亡くし、そのことから誰かを守りたいと決意して民間の災害ボランティアで働いていた。一度DASH入隊試験を受け不合格となった過去があるものの、守ることへの思いを捨てきれずグランゴンやラゴラスに立ち向かった際にウルトラマンマックスと出会い、「共振する個性」を見出されて一心同体となり、その救助活動が評価され晴れてDASHへ入隊した。
他人を守るためなら捨て身で行動するなど熱く無鉄砲なところもあるが、穏やかで真面目な青年で、児童養護施設の子どもたちにも慕われている。
出動時にはミズキとコンビを組むことが多く、ミズキも「相棒」と言っている。
第3話では、エイリアンという疑惑をかけられたマックスが地球人の味方だと強引にでも証明しようとしたためにマックスになることを拒絶され、また第30話ではマックスの力に対して疑問を抱き、いつまでもマックスの力に頼ってはならないと考えるようになる。
最終回でマックスと分離する際に地球の未来を自分たちの手で掴み取る約束をし、見事に約束を果たした。後にミズキと結婚する。なお、老いたカイトとミズキを青山と長谷部が演じる際は、それぞれ白髪のかつらとメイクを施されていた。
- 企画当初はソウマ・ハヤテという名前であった。

コイシカワ・ミズキ
DASHの紅一点で本作品のヒロイン。年齢は21歳。
エースパイロットという設定ではあるが、劇中では陸戦を受け持つことが多く、出撃するとかなりの頻度で怪我をする。禁煙と定められている場所でシガータブレットをわざとらしく食べるなど、悪戯っぽいところも多少見られる。
心優しい一面と怪獣を相手にしても臆さない男勝りで勝気な性格を併せ持つが、素直に他人に感謝を言える人格者でもある。仲間に肩を抱かれて運ばれているところを見られて恥ずかしがること、花火の打ち上げの際にカイトをじっと見つめていたこと、夏美とカイトとの任務としてのデート中にからかう仲間に対して普段よりもキツい反応を見せたことなど、当初からカイトに好意を持っていたと思われる描写もあったが、しばしばコンビを組んでいくうちにカイトのことを仲間を超えた異性として意識するようになり、最終的にカイトと結ばれ、孫もできる。
カイトがマックスであることは、途中から気付いていた様子。
第37話にてサトン星人の末裔であるという説が浮上したが、その真偽は不明である。
漫画版では根暗な性格に描かれ、エリーを嫌っている設定となっている。
- 企画当初はアカネという名前であったが、『ゴジラ×メカゴジラ』（2002年）のヒロインと重複するため変更された。

コバ・ケンジロウ
通常のダッシュライザーと彼専用のモデルの2丁拳銃を自在に操る射撃の名手。年齢は27歳。
戦闘機も乗りこなすが、エリーの計算による被撃墜率は73%と、高確率で撃墜される。遅刻の常習犯で失敗も多いが、それを意に介さず先走り、強い心を持つ感情豊かな陽性タイプの熱血漢。
当初はエリーとは気が合わなかったが、終盤では序盤と比べるとかなり仲が良くなっている。
第10話では社会科見学に来ていた子供たちに遅刻を非難されたうえ、怪獣を逃がしたことで白眼視されたが、その後の活躍で名誉を挽回した。
- 2丁拳銃はヒジカタ役の宍戸の案によるものであり、他の隊員が一つのものを使用している中で、二つ持つことで個性を簡単に出せるためであるという。

ショーン・ホワイト
日本DASH唯一の外国人隊員で、UDF北米支部から派遣され、後に日本支部に編入した科学分野担当のサイエンティスト兼パラメディカルアドバイザー。年齢は25歳。英語と日本語が入り混じった妙な言葉をしゃべる。
主に武器・各種装備製作を担当しており、はんだごてなどの電気器具の他に糸のこぎりとハンマーで戦闘機を修理・整備できる驚異的な技術を持つ。
正義心にあふれるカイトを「サムライボーイ」と呼ぶ。コバとは良き迷コンビである。書道には厳しい。
時々ロジカルなことを言ってエリーを困らせたりもする。
- 企画当初はタバタという日本人の設定であったが、ショーン・ニコルスが起用されたことで変更された。名前はショーン・ニコルスから拝借し、姓は白人であることに由来している。

エリー
DASHの専任オペレーターを務める女性アンドロイドで、通信やデータ分析などを担当する。DASHの中枢ともいえる圧倒的計算能力を誇る。彼女が機能を停止するとDASHは事実上行動不能に陥るため、正に要の存在。
アンドロイドなので人間の行動原理や繊細な感情を理解するのは苦手で、会話の際も基本的に丁寧語を用い抑揚の無い機械的な言動をする（演じた満島ひかりによると、話し方は「高校野球のアナウンスを参考にした」とのこと）。しかし、DASHメンバーと交流を重ねるうちに混乱した隊員を関西弁で一喝したり手を鳴らすなど、徐々に感情を手に入れていき、随所に人間臭い行動も見せるようになっていった。またトミオカ長官に遠慮のない物言いをして落胆させ、慌てて他のDASH隊員がフォローに回ったこともある。
エネルギーを待機状態でチャージし、戦闘時には上着を脱ぎ、アクティブモードにチェンジする。ただし地上戦に参加すること自体がまれなのでほとんど見せていない。また、アクティブモードで起動するには通常より時間がかかる。
コバに好意を抱いているが、カイトに懐いたピグモンが憑依した際にその心が一部残っている。
最終話では宇宙に旅立つカイトとミズキの孫を見送っている。容姿は大きく変わっていないが、白髪になっている。
- エリーのキャラクターは八木が監督した『ウルトラQ dark fantasy』第17話「小町」に登場するアンドロイドの小町が基になっている。企画当初は「知性」という意味のソフィアという名前であった。アクティブモードは第19話でミズキの見せ場が多かったため、エリーにも出番を作るために設定された。モードチェンジの振り付けは満島が考案したもの。

ヒジカタ・シゲル
DASHの隊長。主にベース・タイタンで隊員の指揮を執る。年齢は39歳。
厳格で規律に厳しい一方で、怪獣に翻弄されて慌てふためいたり、若いころから嫌っていたヘヴィメタルなどのロック系音楽にハマッたり、シャマー星人やモエタランガからの挑発に本気でキレかけたり 、エアギターも披露したりと、妙にお茶目な一面もあるかと思えば、ケサムの件で命令違反を犯したミズキを叱咤しつつもその「信じる心」の大切さを認め命令違反の件を不問にする、透明化能力を持つバグダラスに翻弄されるカイトを「時に人間の五感が機械に勝ることもある」と諭し、バグダラスに対してダッシュライザーを一撃で命中させるなど深い度量と高い技量を併せ持つ。部下からは時折あきれられつつも、好感を持たれ、慕われている好人物である。人情に厚く、心の機敏に聡しいが、過去に辛い恋愛をしたらしい。また、アナログ人間のため、流行には疎い。
- 設定にはないが、演じた宍戸開はヒジカタには離婚歴があり娘がいるという背景を考えており、第7話で描写されたペンダントには娘の写真が入っていると想定して演技している。当初は『帰ってきたウルトラマン』の伊吹隊長をイメージして、隊員たちとは一線を引き、くだけた話はあまりしないというある種の軍人のような硬派さの方向性で行こうとしていたが、若い役者と話すうちに自分が見てきた時代とは異なることが分かったため、『ウルトラマン』のムラマツキャップと『ウルトラセブン』のキリヤマ隊長を足したものをモチーフにし、『ウルトラマンタロウ』の荒垣副隊長で割った感じにし、DASHが『タロウ』のZATに近い感じがあったため、撮影が開始してからは荒垣のイメージに近付けていったという。

ヨシナガ・ユカリ教授
DASH専属の怪獣生態学者。世界的な権威。年齢は47歳。怪獣の行動を予測し、DASHに的確なアドバイスを与える。
トミオカ長官やダテ博士とは旧知の仲であり、DASH隊員たちにも母親のような優しさを持って接する。
怪獣生態学者になる前について、トミオカ、ダテと同じ防衛チームに所属していたり、また『アンバランス』という空想特撮ドラマに出演していた女優だったことをうかがわせるエピソードもあった。動物行動学者の父がいる。

ダテ博士
トミオカ長官やヨシナガ教授の戦友。普段はベース・ポセイドンの主任科学者として勤務する。トミオカ長官によると発明マニアで、装備やメカニックなど昔から色々なものを開発していたらしい。
チームDASHにダッシュバード3号を提供した。
- 放送終了後のスタッフインタビューによると、「当初は1回のみのゲスト参加の予定だったがいつのまにか準レギュラーに近い存在になった」とのこと。

トミオカ・ケンゾウ長官
UDF日本支部の最高司令官。年齢は58歳。過去には国連平和維持軍副司令官と戦略自衛隊参謀総長を兼任していた。温厚かつ物静かで有能な司令官だが、怪獣の名前を自分でつけたがる子供っぽい一面もある。カレーが好物。旧友に、考古学者オザキや科学者ダテがいる。
かつては有能な戦闘機乗り（防衛軍パイロット）だったらしく、第31話ではモエタランガに気合を入れられたと奮起し、見事な操縦テクニックを披露したこともある。
趣味は盆栽で、出撃時に機内に持ち込んだこともあり、剪定ハサミを天高く掲げる癖がある。ゼットンが出現した際にはなぜか妙に怯えていた。これらは演じる黒部進がかつて初代ウルトラマン＝ハヤタを演じていたことからのオマージュで、ハサミを上げるのは変身ポーズを、ゼットンに怯えるのは初代ウルトラマンがゼットンに倒されたことを踏まえている。

## ウルトラマンマックス
M78星雲から文明監視員として宇宙と地球の人類の文明が調和できるかどうか監視するためにやってきた光の巨人。本放送当時は「光の国」出身とはされておらず、過去のウルトラシリーズとも関係はないとされていたが、映画『大怪獣バトル ウルトラ銀河伝説 THE MOVIE』および『ウルトラマンゼロ THE MOVIE 超決戦!ベリアル銀河帝国』ではマックスとゼノンが光の国の戦士として登場している。『ウルトラマン列伝』ではウルトラマンゼロがマックスを「光の国からやって来た」と解説している。また、『劇場版 ウルトラマンギンガS 決戦!ウルトラ10勇士!!』のBlu-ray解説書ではウルトラマンタロウの証言として、マックスの出身地を「M78星雲のどこか」と記述している。
通常はその惑星には干渉しないが、地球の人類の文明を監視するうち、自らを犠牲にしながらも戦うカイトに共振する個性を感じ、彼と一心同体となって地球で頻発した怪獣や侵略者から人類を守るために戦うことを決意する。地球での活動時間は3分間。マックス自体の意思はカイトと融合しておらず彼と会話することもあるが、変身前はカイトの自主性を尊重して滅多なことでは表に出てこない。だが、無益な争いを好まず、何らかの事情が怪獣や宇宙人側にある場合には穏便な解決方法を選ぶ。
最終話で、ギガバーサークに倒されて磔にされるが、DASHの活躍で復活して勝利した後、カイトと分離してゼノンと共にM78星雲へ帰った。
『ウルトラマンX』第8話にゲスト出演した際は、カイトの姿を借りる形で作中世界の地球へ現れている。
デザイン・造形
デザインは丸山浩、造形は香西伸介が担当した。1か月程度でデザインから造形までを仕上げなければならなかったため、デザイン画は少なく雛型も造られていない。
テレビシリーズの主役ウルトラマンとしては、ウルトラマンレオ以来30年ぶりの「ウルトラセブンタイプ」のウルトラマンである。「セブンタイプ」が採用されたのは、これまでの「ウルトラマンタイプ」が主流であったシリーズとの差別化とプロデューサーの八木毅がセブンを一番好きだったという理由から。
デザイン段階では頭部のマクシウムソードを別パーツとする案もあり、マクシウムソードが外れた状態のマスクも制作されていたが、投げた際の頭部がハゲて見えるため、造形ではトサカ内部に収納する設定になった。
眼はジレン鋳型だが、眼下に三層構造のリフレクターを入れ、電球光を拡散させることで光源が判明するのを防いだ。セブンとは違い、目の中央がセブン同様に開口し、黒目部分がダミーになっており、眼の外側のスリットから外を見ているものが決定稿だったが、目の裏側のモールドで黒目を表現するものとなった。側頭部の凹模様は従来の4列から5列にしている。頭部のクリスタルは4稿までは周囲を放射線状のスリットにしていたが、凹のモールドにしたものが決定稿となった。
鎖骨部分にアンコを入れることでそれを表現し、カラータイマーが鳥の嘴を模しているため、鼻の穴を思わせるモールドを加えている。アクションとアップ用のスーツは共に同じ原型から型取りされたもので、スーツアクターの顔に合わせて、パッドなどでスーツを調節する。アップ用のスーツは、スーツアクターの体型に合わせて採寸・生成されたウェットスーツを分解し、それを基に型紙代わりとしてさらに縫製したものである。体の銀色のラインは「ボンド銀」と呼ばれる新たな塗料を塗ることで、普通のスーツで見られたひび割れなどを防いでいる。手の部分に手袋との接合部を隠すため、5ミリのウェットスーツで作られた新たなパーツを履き込み、スキンリフレックス製のマックススパークを接着している。
カラータイマーはアクリルの熱プレス成形によるもので、内側に梨地のシボと7枚ほどのレンズフィルムを仕込むことで光を乱反射している。内部のLEDは、『ネクサス』同様、消費電力が少ないもので、近年シリーズで取り入れられていたビデオのバッテリーを使用し、現場で製作された抵抗値が変更された電源装置を頭頂部と胸部のプロテクター内部に仕込んでいる。LEDは、セット撮影の物は赤と青の混在、オープン撮影では電飾を上げた単色の物を使用している。肩パッドと胸部のプロテクターはクリーム色のペースト状のスキンリフレックス製。

### マックススパーク
カイトがマックスと一体化した時にマックスから受け取った変身アイテムで、金と銀の色彩が施されている。マックス自身の左前腕にも装着されており、その際にはマクシウムカノンを放つためのアイテムとして使用される。カイト＝マックスと知ったピット星人や、モエタランガに奪われたこともある。
- 企画段階では「マックスフラッシャー」という名称であったが、ショーン・ホワイト役のショーン・ニコルスから「『フラッシャー』は露出狂を意味する」と指摘されたため、変更された[10]。

### 変身プロセス
カイトが右手で取り出したマックススパークを天空に高く掲げた後、左腕に添えるとマックススパークに宿った強大な光のエネルギーが放出されてカイトを包み、歴代ウルトラマンのカラータイマーに相当するパワータイマーを中心に身体が段階的に変化した後、手を掲げずに画面奥から迫って来てそのまま巨大化するという、ウルトラマンとウルトラセブンを組み合わせたようなスタイルが基本である。
地球人が最大限努力しても人命を救えない時にのみ変身が可能で、カイトの私心のみでは変身できない。マックススパークを掲げた瞬間に光が放たれ、変身したこともあった。第16話では、カイトがミケの光線を受けたことでマックスへの変身方法を忘れてしまった後、半ば事故に近い形で変身するも倒れたままで巨大化してしまった。第22話では、カイトと入れ替わった脚本家・蓮沼が変身するという珍事もあった。また、第34話ではマックスのエネルギーが失われた際にバルタン星人の子供たちからエネルギーを得て、変身している。第39話の最後の変身では、マックスと分離してしまったカイトがダッシュバード1号のコクピットから飛び降り、マックスギャラクシーに宿ってマックスと一体化変身を遂げるという荒業も披露している。

### 主な必殺技
マクシウムカノン
左手のマックススパークを天高く掲げて大気中の光を集中し、両腕を逆L字形に組むことで放つ、最強最大の必殺光線。七色に光り輝いて相手を爆発させたり、光の粒子レベルまで分解し、昇華させることが可能。大量のエネルギーを用いるため、連射は不可能なほか、光を集中する際に隙ができることが弱点で、この瞬間に攻撃されることもある。『劇場版 ウルトラマンギンガS 決戦!ウルトラ10勇士!!』では謎の時空城を破壊した。

マクシウムソード
頭部の角飾りを分離して発射する宇宙ブーメラン状の武器。ウルトラ念力を使い投げた後の軌道を自由自在に操ることが可能。通常は敵の角や翼などを切断するために使用するが、決め技として使用することもある。手に持って斬りつけるソードスラッシュや、途中で複数に分裂させて敵に四方八方から斬りかかってばらばらに体を切断する必殺技マクシウムソード分身シュート、2つに分裂させて、2体の敵を切るマクシウムソードダブル切り、ナイフのように手に構えて敵を切断するマクシウムソードナイフ戦法など様々なバリエーションが存在する。敵の光弾を弾くなど、防御にも使用可能。

### マックスギャラクシー
シリーズ中盤でウルトラマンゼノンから与えられた右腕に装着して使用する強化アイテム。普段は装着しておらず、使用時は右手を天に掲げて虹色の光線を手のひらから放つことで、天空から召喚して装着する。膨大なエネルギーを核融合に似た原理で生み出している。ただし体力の消耗が激しいため、エネルギー不足の場合は光線技が使えない。
『ウルトラギャラクシーファイト 運命の衝突』ではゼノンが装備し、アブソリュート空間へのゲートを維持した。
ギャラクシーカノン
左手をかざすことでマックスギャラクシー先端から放つ新たな最強の必殺光線。マクシウムカノン以上の威力を持つため、マクシウムカノンが通じない敵に対して使用することが多い。『ウルトラマンX』ではスラン星人クワイラを倒した。

ギャラクシーソード
マックスギャラクシーの装着時に現れる光を伸ばした鋭い長槍。マクシウムソード以上の切れ味を持つ。敵を攻撃することはもちろん、敵の光弾を切り払うことにも使用する。地表から宇宙空間まで届くほど超巨大な光剣ギャラクシーソード最大パワーを形成することも可能だが、それには膨大なエネルギーが必要なため、後述の900メートルに超巨大化した時のみ使用している。
『決戦!ウルトラ10勇士!!』ではスラン星人（エタルダミー）を倒した。

バリヤーフィールド（バリアフィールド）
マックスギャラクシーから放つ光線で、敵を球状の青いバリアに包み込む。敵の動きをしばらく封じたり、バリアに閉じ込めてから敵を倒すことで、街が爆発に巻き込まれるのを防ぐことなどに使用する。

飛行形態
マックスギャラクシーを装着せずに人間を一時的に一体化させ、飛行メカとして飛ばす。一体化した人間は安全な場所で自動的に分離し、着地させる。ギガバーサークに捕らえられたマックスが、カイトを自分から分離させて脱出させるためにも使用したが、マックス自身もエネルギーが尽きかけていたためか、マックスギャラクシーはそのまま落下して地面に突き刺さる。その後、マックスギャラクシーはDASHによって大量の太陽エネルギーを充填され、さらに再度カイトが一体化することでマックス復活のきっかけとなる。

### その他の能力
マクシウムリバース
マックススパークから光のエネルギーを放射する。対メタシサス戦で使用。

スパークシールド
マックススパークから発するエネルギーで展開する光のバリヤー。通常は円形だが、状況に応じて壁状や帯状・小型円形状などバリアの形状を変化させることが可能。また、空中静止しながら使用することもある。

マックスバリヤー
金色の光の幕状のバリヤーを体の前面に張って、敵の攻撃を完全に防御する技。スパークシールドに似ているが、第12話と第34話で使用したのはこれである。

マックスパンチ
連続して高速で敵に打ち込むことで、相手の体力を確実に奪う技。ケサムやダークバルタンなどに放った。通常のストレートパンチのほかにも、腕が何本も見える超スピードで敵を連打するアシュラマックスというパンチもある。

マックスクラッシャー
「幻の左」と呼ばれる、左腕から繰り出す強烈なアッパーカット。左腕に装着されたマックススパークにより、威力が通常のパンチの何倍にも向上している。エレキングに使用。

マックスチョップ
持てるパワーを全開に解き放ったうえで、敵の頭上で空中回転した後に、敵の弱点にピンポイントで叩き込むチョップ。スラン星人戦など、接近戦において多用することで、戦闘を有利に展開した。

マックスキック
地上戦において敵の正面や側面に放つ前蹴り。ラゴラスなど、多くの敵にダメージを与えている。また、接近してくる敵との間合いを取る際にも使用した。

マックススピンキック
体を素早く回転させ、その勢いで打ち込む回し蹴り。ラゴラス戦やゲロンガ戦などで使用した。

マックス・フライングキック
ジャンプした状態で、地上にいる敵をめがけ、落下する勢いを利用してキック力を強化して放つキック。スラン星人やフライグラー、モエタランガなどに使用した。

マックス・サテライトキック
敵の視界から消えるほどの超高速から、敵めがけて急降下して放つキック。ラゴラスなどに繰り出した。

マックスニーインパルス
敵の弱点に打ち込む膝蹴りで、レギーラなどにダメージを与えた。

マックスパワー
両腕で敵の角などをつかんで、怪力でひねる技。体を挟もうとしてきたアントラーの大顎を掴んだほか、レギーラとの戦いでは、胸に生えたカギ爪を引き抜いている。

ヘッドロック
敵の頭や首を抱え込み、動きを封じたり、投げ飛ばしたりする技。レッドキングなど、首の長い敵との戦いで使用した。

マックススウィング
敵を片腕で持ち上げて、300メートル以上も先に投げ飛ばす技で、バグダラスなどに使用した。

マックスシュート
敵の尻尾や腕をつかみ、振り回して遠方へ投げ飛ばす技。グランゴンやホップホップなど、長い尻尾を持つ敵に繰り出した。そのほかにも、巴投げや一本背負いなどの技もある。

マックスボディスピン
アントラーが作ったアリジゴクに落ち、地中へ引きずり込まれそうになった際に使用した技。体を高速回転させることで空中へ飛び出し、アリジゴクから脱出した。

ウルトラ念力
物体を右腕から放射する強烈な念力波で動かす能力で、マクシウムソードを操ることも可能。第12話ではヘイレンの放った高熱火球を受けて墜落しそうなダッシュバード2号に対し、右手を突き出して念力を送ることでゆっくりと地上に着陸させた。

超巨大化能力
通常サイズからさらに300メートル以上に巨大化する能力。ただし、活動エネルギーが1分と持たなくなる。ギガバーサークとの最終決戦では900メートルに巨大化したが、この時はマックスギャラクシーから大量のエネルギーが注入されたため、エネルギーは減らなかった。

分身能力
大量に分身体を発生させる。分身体たちは全て実体と自己意思を持ち、マクシウムカノンやマクシウムソードも使用可能。

アイシングウェーブ（マックス消火ビーム）
火災を消し止める際などに使用する両手先から放射する光の衝撃波による冷凍光線。

浄化光線
相手の怒りを鎮め、眠りにつかせる特殊光線。対ナツノメリュウ戦で使用。

高速回転光線
宇宙化猫タマ・ミケ・クロの能力で戦い方を忘れたマックスが、エリーの声に応えて即興で編み出した必殺技。ジャンプして空中で高速回転しながら3方向へ破壊光線を同時に発射した。カイトは戦いの後、「必死だったから出し方を覚えてない」と言っており、以後この技は使用されていない。

パワードトルネード
高速回転しながら全身から強大なエネルギーを放出する。対魔デウス戦で使用。

マックスタイフーン
敵の攻撃をスパークシールドで防いでから、それを巨大な真空竜巻に変換して放つ。ダークバルタンをバラバラに粉砕したが、再生された。

コメットダッシュ
残像を残すほどの超高速で移動する能力で、敵を翻弄して奇襲攻撃を仕掛ける際に用いる。グランゴン、ケサム、エレキング、レッドキングなどとの戦いで使用し、戦闘を優位に進めた。

超光速移動能力（本編未使用）
コメットダッシュ以上の超光速で移動して敵を撹乱させる。光の速さでも動ける。

必殺光線一斉発射
複数のウルトラ戦士が光線技を一斉に発射する。映画『ウルトラマンゼロ THE MOVIE 超決戦!ベリアル銀河帝国』でデルストの大群を倒した。

### 関連する能力を持つ戦士
ウルトラマンギンガビクトリー
マックスの能力を使用可能。
ウルトラマンオーブ ストリウムギャラクシー
ウルトラマンオーブ スカイダッシュマックス

## ウルトラマンゼノン
第13・39話に登場。初登場時にはマックスとゼットンとの戦いの最中に現れ、マックスにマックスギャラクシーの召喚能力を授けた。ゼットン戦後は地球に正体不明の宇宙戦闘機が接近していることを告げ、宇宙へ帰還するが、終盤ではカイトと分離してM78星雲へ帰還するマックスを出迎えに地球近辺まで飛来しており、ともに帰還した。
マックスと同程度の能力・戦闘力であると思われるが、人間と一体化しておらず、マックススパークのようなアイテムは装着していない。
デザイン・造形
デザインは内山まもるの漫画作品『ザ・ウルトラマン』に登場したオリジナルのウルトラ戦士メロス（非武装状態）をモチーフとしており、デザイナーの丸山浩は「本当はメロスを出したかった」と発言している。また、一部ではウルトラマンメビウスの没デザインという説が流れているが、それは丸山によって否定されている。胸などのパネル状のディテールはメビウスに取り入れられている。仮名称は「ゾファー」で、便宜上ではゾフィーのように登場させる予定だった。初稿では、タロウタイプや初代ウルトラマンタイプ、トリプルファイターのようなデザインも描かれていた。
スーツは1着しか製作されていない。エルヴィス・プレスリーを意識してもみ上げを長くしている。カラータイマーはウルトラマンダイナのカラータイマーを改造して取り付けている。

### 必殺技
ゼノニウムカノン
両腕をL字型に組み、左腕から放つ必殺光線。マクシウムカノンと同等の威力があるが、ゼットンのバリアゼットンシャッターには通用しなかった。
マックスギャラクシーに注いだ光線（正式名称不明）
第13話で使用。左腕をかざして空中に召喚したマックスギャラクシーに右腕から光線を注ぎ、マックスギャラクシーを自分（地表）の方に移動させる。作中では光線を終えた直後にゼットンに攻撃され、マックスギャラクシーはマックスに装着された。『ウルトラマン列伝』では、ゼノンは元々マックスにマックスギャラクシーを授けるために来たとフォローされており、また編集によってゼノンが直接マックスに渡したように見える演出となっている。
ギャラクシー切り裂き攻撃（正式名称不明）
ライブステージで使用。博品館劇場の登場の際、マックスギャラクシーのような武器（正式名称不明）を呼び出し、セブンのアイスラッガーを手刀に使うような動きで敵を切り裂いて倒した。
必殺光線一斉発射
複数のウルトラ戦士が光線技を一斉に発射する。映画『ウルトラマンゼロ THE MOVIE 超決戦!ベリアル銀河帝国』でデルストの大群を倒した。
ゼノンキック
ジャンプして敵の頭部にキックを放つ。
ゼノンチョップ
右腕で手刀を放つ。

## 地球平和連合UDF / DASH
正式名称はUNITED DEFENSE FEDERATION。21世紀初頭、世界各地で頻発した自然災害の影響で現れた怪獣や外宇宙からの侵略行動による人類や地球の存続危機に対処すべく国連が主導して設立した全地球規模の国際組織。総合本部兼欧州支局はパリにあり、北欧（コペンハーゲン）、アフリカ（ナイロビ）、中東（カイロ）、ロシア（モスクワ）、インド（ムンバイ）、中国（上海）、太平洋（ハワイ）、南米（サンティアゴ）、北米（ニューヨーク）、豪州（ケアンズ）、南極、日本（東京）の12箇所に支部がある。
日本支部の防衛本部基地は東京湾海上にあるベース・タイタンで、UDF隊員の中から知力・体力を鍛え抜かれた各分野のエキスパートで結成された司令本部直属の対怪獣防衛チーム、通称DASH（DEFENSE ACTION SQUAD HEROES）がここから出撃する。DASHは24時間体制の勤務で怪獣・怪事件に立ち向かうが、通常の勤務開始は午前10時からである。また隊員たちは、最先端の装備や技術を使用し、怪獣・宇宙人が関わる事件の際に、警察や軍以上の捜査権と装備の行使が許可されている。
- DASHは当初、「S.W.O.R.D.」「A.R.M.S.」「SHIELD」などの名称があった[16]。

### ベース・タイタン
東京湾・臨海副都心の沖合いに建設されたUDF日本支部基地で、国内の防衛司令本部基地も兼ねている。最上層部にDASHの司令室が置かれ、内部にはトミオカの長官室、各隊員の個室、エリーとココのエネルギーをチャージするコスメティックブースをはじめ、会議室、メディカルセンター、対侵略者用モニタールーム、宇宙人調査室、射撃訓練場、ダッシュバード各機の格納庫やメンテナンスドッグなど多くの設備や、司令本部、科学局、外交情報局、後方支援部などの部署がある。
外部には、基地正面にダッシュバード1・2号用の発進口、基地上部にダッシュマザーの格納・発着設備、地下にはダッシュアルファとダッシュドゥカ用の秘密地下トンネルがそれぞれ設けられている。また、設定によれば要塞としての役割も与えられているため、相応の火力も配備されている。
第8話では、回収した隕石から現れたバグダラスに暗躍されたり、第18・36話では2度に渡ってシャマー星人が地球人になりすましてDASHの隊員たちの挑発・妨害に現れたりなど、侵略者からの干渉を受けたこともたびたびあった。
第38話では、デロスのバーサークシステムの攻撃により、一瞬のうちに壊滅してしまったが、50年後を描いたラストシーンでは再建されている。
- デザインモチーフは盾[16]。プレックスによるデザイン案では、母艦発進時の変形ギミックや母艦への小型メカ搭載ギミックなども検討されていた[16]。

### 武器・装備
ダッシュスーツ
新素材、ナノポリマー製で赤と白の配色のツーピース構造のジャケットに黒と灰色の配色のズボンの隊員服。防寒・防弾性に優れ、隊員を高熱・超低温から守る。男性は詰襟、女性は開襟となっており、エリーのものは肩パッドが付加され、タイツとスカートを着用している。作戦行動時にはダッシュキャップを被り、戦闘時にはダッシュグローブと両肘・両脛・両足にプロテクターを装着する。ベルトには携帯糧食や医薬品が隠されている。左胸には各人の名前が刻まれた認識票の認識バッジが付けられている。
- デザインはプレックスが担当。
- ヒジカタ役の宍戸は、パッドでヒジやヒザを締めていたことから空気が抜けないため、熱がこもり意識が朦朧とすることが何度かあったといい、夏は暑いため、汗で臭くなったという。

ダッシュメット
全世界対応のイリジウム式通信機と通信専用インカムが内蔵された高密度カーボン製のダッシュ隊員専用ヘルメット。防弾性に優れる。状況に応じて酸素マスクも装着することが可能。
- デザインはプレックスが担当。

ダッシュパッド
ダッシュの全隊員が常備する折り畳み式マルチ電子通信機。付属のタッチペンで入力を行い、怪獣の性能分析や物質などの通信、データ照合、分析、GPS機能も備え、ミュージックプレーヤーとしても使用可能。また、銃の照準器としても機能する。高性能アンテナを併用することで、様々な調査を行う。
身分証
隊員証で、これを持つ者は、UDF法に基づき、ある程度の超法規的活動が許可される。

ダッシュライザー
DASHの全隊員が携帯する近接戦闘用の赤色のリボルバー拳銃の形状をした45口径多目的レーザー銃。シリンダーを交換して冷凍弾、パラライザー、スタン弾、ペイントマーカー弾、閃光弾など様々なモードに変化し、多彩な用途に対応する。また、ホルスターに入れると充電され、エネルギーは常時フルチャージ状態に保たれる。銀色のコバ専用銃・通称『コバ・スペシャル』もあるが、機能は通常のものと変わらない。『ウルトラマンX』第8話にてカイトの姿を借りて登場したマックスも当麻博士（スラン星人クワイラ）を攻撃する際に使用している。

ダッシュデリンジャー
ショーンがダッシュライザーの弱点を補うために開発した強襲機関砲。ディスク型の専用カートリッジを装填することで、対戦車砲に匹敵する火力のディスク型高エネルギー弾を連射できる。フェロモン弾などの発射も可能。発射時の反動が大きいため主にコバが使用する。
- デザイン画では、ロングライフルタイプ、巨大リボルバータイプのものも描かれた。

メタモルフォーザー
第34話でダテ博士が開発した特殊銃。ダテ博士曰く「何でも本来の姿に戻してしまう魔法の新兵器」で、パラボラ型の照射部から宇宙人の姿を元に戻す光線を発射する。ダークバルタンに対して使用された。

### ライドメカ
ダッシュマザー
UDF科学局が開発した世界初の高機動型小型空中機動母艦。型式名「FMAC-DM-01」。主にヒジカタ隊長が操縦する。操縦席はベース・タイタン最上層部のDASH司令室と直結しており、ダッシュバード1号、2号、3号のいずれか2機を同時に格納してベース・タイタン上部から分離して、一定高度までジェット噴射しながら上昇し、出撃、ダッシュバードが出撃した後は作戦現場における空中司令室および指揮機として機能する。また、同時にノーマルモード（巡航形態）からアタックモード（戦闘形態）に変形し、コンパクトな設計によって戦闘機としても機能するほどの高い汎用性を誇る。なお、空中でダッシュバードを回収することも可能。機体外装の材質は純チタンで、最新型ハイパワー水素エンジン4基を有する。武装は空対地・空対空ラグナロックミサイル、レーザー砲ブラストバスター、高出力レーザー砲ファイナルエクストリームなどで、その戦闘能力は巡洋艦に匹敵する。
- デザインはノーマルモードが盾、アタックモードがB-2爆撃機をモチーフとしている。

ダッシュバード1号
UDF科学局が開発した日本初のSTOVL機。型式名「VMAF-DB-01」。主にカイトとミズキが搭乗する。高速性を重視して開発された機体で、多用途機ではあるが操縦には高度な技量が要求される。機体材質は純チタン。エンジンとして水素エンジンの他に、垂直離着陸用の内蔵式リフトファンを有している。待機中はスタンバイモードだが、戦闘時には高速性を重視したノーマルモードや空中静止性と旋回性を重視した全翼機型のアタックモードに変形する。武装は小型自動追尾ミサイルスネークウィザード、エネルギー波ブレイクショット、高精度レーザー銃アロービーム、クラスター爆弾などを装備可能な多目的ランチャーで、アタックモード時には主翼の先端部からカッター光線ウイングブレードを発射して接近戦も行う他、ラゴラスエヴォのマグマコアを自壊させる新兵器A.G.メイザー（後述）を装備したこともある。また、アクティブレーダーや統合電子戦システム、学習型コンピューターなども装備しており、無人運用も可能とされている。また、ワイヤーで巨大な装備を懸下し、事件現場まで運搬することも可能。
- プレックスによる初期案では「ソード・ファイター」という名称で、剣をモチーフとしていた。
- アタックモードのミニチュアは撮影開始初期に破損しており、作り直されるまではCGで描写された。

ダッシュバード2号
UDF科学局が開発した主力可変戦闘機で、ダッシュバード1号の兄弟機であり、エンジンなどの性能は同一。型式名「VMAF-DB-02」。主にコバとショーンが搭乗する。運動性能や積載重量を重視しており、操縦は1号に比べると容易である。1号と同様に待機中はスタンバイモードだが、戦闘時には高速性を重視したノーマルモードや静止機能や旋回性を重視したアタックモードに可変する。1号より高速性能が抑えられ、翼面積が広いことから比較的操縦の安定性が増したため多彩な追加兵装や火器装備が容易に搭載可能。武装はスネークウィザード、アロービーム、電磁プラズマ砲プラズマショット、カッター光線ウイングブレードなど。また、追加装備として爆撃用ミサイルバンカーバスターや大型ミサイル砲ギガXL砲、A.G.メイザーや一時的に太陽光を遮るブラックディメンションなどを搭載することもできる。
- プレックスによる初期案では「アックス・ファイター」という名称で、斧をモチーフとしていた。

ダッシュバード3号
ダテ博士がベース・ポセイドンで開発した可変潜航艇。型式名「VS-DB-03」。ダッシュバードの実戦データや他国パイロットのデータなどをフィードバックして設計されたものであるため、異なる機体となったが、ショーン隊員に「ダッシュバードスリー」と勝手に命名され、トミオカ長官が正式追認して本採用されてDASHに配備された。サブマリンモード（潜航艇）からフライトモード（戦闘機）に変形して飛行することが可能で、機体前部にドリルユニットを追加装備してドリルモード（地底戦車）にも変形可能。サブマリンモードからフライトモードへの自動変形は可能だが、ドリルモードからフライトモードへの変形はアタッチメント換装となるため自動では不可。武装は両舷のミサイル。運用テスト時にフライグラーが来襲し、成り行きで視察に訪れていたトミオカ長官が操縦して以後は、半ばトミオカ長官専用機となった。自爆機能も持つ。

ダッシュアルファ
最高時速750キロメートルのDASH専用の可変特捜車。型式名「VRC-DA-01」。アルファGTがベース。トミオカ長官の依頼により地上戦闘用にアルファロメオ社が開発・製作した。地上パトロール用であるが、走行モードからフライトモードに変形することでボディ後部の3基のサラ・ターボジェットエンジンと車体下部のローターにより飛行することが可能。その他にも装甲車並みの外装を持ち、車体を透明化するインビジブルモードや、水中で活動する際のサブマリンモード、高速性を重視したチェイサーモード、車体に防護シールドを展開するプロテクトモード、生体認証による登録がされた隊員以外は運転できないセキュリティモード、遠隔操作が可能なゴーストモードがあり、その戦力はダッシュバードに匹敵する。武装はルーフ前部から放つレーザー光線ルーフレーザー、車体前部に内蔵された機関銃オートバルカン、ボンネット内に搭載された小型ミサイルストライクヴァイパーなど。ナンバープレートは、「UDF 601247DA」。

ダッシュドゥカ
UDFが開発したDASH専用の高性能バイク。主にコバが多用するが、カイトやミズキも搭乗する。型式名「MC-DD-01」。ドゥカティ・ムルティストラーダがベース。最新の2バルブ・デスモドロミック・ツインエンジンを装備している。武装はカウル部分から発射するレーザー砲と、シート後部に装備された小型ミサイルを発射する2基のバズーカ砲。ダッシュアルファのような多機能メカではないが、超機動性を有し、あらゆる路面状況に対応した高速走行が可能。また、高いメンテナンス性も有している。ナンバープレートは、「UDF 601253DD」。

ダッシュバードβ
第12話で、太平洋上空2万メートルでパワーブースターのテスト飛行を実施した単座式の高速実験機。ベース機体はダッシュバード1号で、機体後部にパワーブースターを搭載している。武装は皆無で、機体は極限まで軽量化されているが、パイロットに対するGが大きいため、搭乗時には酸素マスクを着用する必要がある。コバが搭乗して飛行実験を行ったが、ヘイレンの攻撃によって撃墜されている。
- デザインは板野一郎の案を元にプレックスの新田靖弘が手掛けた。追加パーツは商品化も考慮した構成がなされている。

UDF戦闘機
第17話に登場した、UDFオーストラリア支部で運用されている高性能戦闘機。武装はミサイルランチャーで、ダッシュバードと異なり可変機構を持たない。行動可能時間や航続距離が長く設計されている。3機が登場し、南極海海底に出現したエラーガを攻撃した。
- ミニチュアは『ウルトラマンダイナ』のTPC宇宙艇のリペイント。

UDF潜航艇
第23話に登場した、ベース・ポセイドンのダッシュバード3号格納庫に配備されていた小型潜航艇。2機の形状の異なる機体が存在するが、いずれも運用されなかったが、基地周辺の環境や海底資源の調査に使用されている。
- ミニチュアは『ウルトラマンガイア』のセイレーン7500と『ウルトラマンコスモス』のシーダイバーにそれぞれUDFマークを貼ったもの。

コスモ・ディーバ
第6話に登場した山中のUDFミサイル発射基地に配備されている燃料気化爆弾。一瞬で島を消滅させる核兵器並みの破壊力を秘めるUDFの最終兵器とされる。日本とその周囲を防衛しており、日本本土に激突しそうになるサブジェクト・ファントムに対し使用が決定されたが、1分前で島が消失したため発射中止された。

地球監視衛星ガーディアン
中盤からUDFが地球の周回軌道上に20基を配備した最新鋭の監視偵察衛星。第13話で32基が世界中の空域に配備された。宇宙と地球全体の空を360度全て監視できる他、地球に侵入する物体の位置を自動的に追尾することも可能。名前はたびたび登場するもののあまり目立たない存在だが、キングジョーによって外宇宙の4基が破壊された他、終盤ではマックスにエネルギーを与えるために全機日本上空に移動させ、太陽エネルギーをマックスギャラクシーに送る役割を果たす。

A.G.メイザー
第30話に登場した新兵器。名称は「Anti Geo-Monster MASER」の略。ラゴラスエヴォのマグマコアを破壊するためにショーンが開発したもので、マグマコアを自壊させる周波数の光線を発射するというもの。開発中は発射した機体も爆発してしまうという欠点を抱えていたが、同時に2つの異なる周波数を持つ光線を発射して目標の直前で合成し、最適な周波数を作るという方法で解消した。光線はダッシュバード1号・2号から発射される。

ディメンションフォース
第36話に登場した新防衛システム。サブジェクト・ファントムの原理を応用したもので、危険時にベース・タイタンを包み込んで異次元へと転送させる異次元バリアである。ベース・タイタンで実験が行われたが、開発者である四谷博士の正体はシャマー星人であり、マックスを異次元へ送ることが真の目的だった。また、副次的な能力としてサブジェクト・ファントムから怪獣の生体エネルギーを呼び出すことも可能。

UDF宇宙船
最終回のラストシーンに登場した銀河系観測を目的に建造された人類初の銀河宇宙探査船。2076年、カイトに容姿がそっくりなカイトとミズキの孫をはじめとする数名のUDF隊員たちが搭乗し、東京湾から星々の世界へと旅立っていった。

### UDF一般隊員
基地内などで働く、カーキ色の隊員服にタクティカルベストを着用した警備員や、後方支援部に属し、最前線でDASHをバックアップするグレー一色のつなぎを身に纏った隊員など様々な部署で働く隊員がいる。

### 関連施設
ベース・ポセイドン
第23話に登場した太平洋マリアナ諸島近海のミノス島に建造されたUDF南太平洋基地で、ダテ博士が主任を務めている。海洋資源の開発と環境調査を主目的とし、地殻調査プロジェクトも進めていた。巨大な格納庫もあり、様々なメカが収納されている。ダッシュバード3号もここで開発された。第38話で、デロスのバーサークシステムの地下からの攻撃により、一瞬のうちに消滅させられるが、破壊される30分前にダテ博士や他の隊員たちは、オートマトンの警告を受け入れていたために全員、無事であった。

UDFサテライト・ラボ
第35話に登場したUDFが怪獣の収用などに使用する巨大な実験施設。調査のために保護されていたホップホップが巨大化したため、甚大な被害を負った。

UDFハンガー
第38話から最終話にかけて登場した、UDFの格納施設。東京湾近くにあり、ベース・タイタンと同様の設備を持つ。壊滅したベース・タイタンに代わり、DASHの臨時司令本部となり、ここを中心にしてオペレーション・マックスが実行された。

龍巌岳前線基地
DASHとUDFが次なる怪獣の出現に備えて設置した、臨時の前線基地。

宇宙ステーション・ティガ
第18話に登場した宇宙施設。シャマー星人が巨大反射板を浮かべ、巨大な妨害波が降り注いだことで通信不能となった。

## 出演者

### レギュラー・準レギュラー出演者
- トウマ・カイト：青山草太[注 14]
- コバ・ケンジロウ：小川信行
- コイシカワ・ミズキ：長谷部瞳
- ショーン・ホワイト：ショーン・ニコルス
- エリー：満島ひかり
- ヒジカタ・シゲル：宍戸開
- ヨシナガ教授：桜井浩子
- ダテ博士：二瓶正也（23・31・34・38話）
- トミオカ長官：黒部進

### ゲスト出演者
括弧内は登場した話数。
- 翔太：佐藤勇輝（1話）
- 翔太の父：矢野武（1話）
- 翔太の母：山本奈津子（1話）
- 警官：佐藤孝輔（1話）
- アナウンサー：中西直輝（CBC）（1話）
- 葉山美宇：天川紗織（2話）
- 子犬：らんまる（2話）
- チヒロ：鎗田千裕（3話）
- 長崎警備員：小倉直紀（4話）
- 作業員：小豆畑雅一、井上智之（4話）
- 進藤貢：螢雪次朗（5・6話）
- 新見健児：奈良坂篤（5話）
- ケサム：菊地謙三郎（7話）
- 医師：吉見純麿（8話）
- 修理工：林壮太郎（8話）[10]
- 研究員：金山孝之（8話）
- 水上：河原さぶ（9話）
- 少女：安島芽里衣（9話）
- 婦人：東千晃（9話）
- 水上吾郎：伊藤竜也（9話）
- 建設業者：大城英司（9話）
- アナウンサー：ひがし由貴（9話）
- 警官：岡島博徳（9話）
- 若者：鈴木祐二、関崎貴則、高橋和喜、松本誠（9話）
- TVスタッフ：村石宏實（9話）[注 15]
- マサユキ：栗原玲央（10話）
- コースケ：渡辺悠（10話）
- ミナヨ：飯原成美（10話）
- ユウジ：有村雅嗣（10話）
- マサユキの母：麻生奈美（10話）
- 逃げる市民：板野一郎、鹿角剛（10話）[注 16]
- 坂田由里：藤谷文子（11話）
- 坂田裕一：タケ・ウケタ（11話）
- 看護婦：伊東花桜、小柳こずえ（吉澤）（11話）
- 母親：山本裕子、吉田昌美（11話）
- 避難誘導員：小林啓之（11話）
- バッドスキャナーズ：高橋ヨシロウ、大谷ケンイチ、CHAKI、TAKECHIYO（アクション）（12話）
- マネージャー：中村良平（12話）
- カップル：野木太郎、中村まり（12話）
- 木陰で休む男：沖本達也（12話）
- 子供：瀬川有太郎（12話）
- 小田夏美：長澤奈央 / 少女時代：澤登ひほり（13・14話）
- ベース・タイタン警備員：山賀教弘（13話）
- 花屋：五十嵐美鈴（13話）
- 床屋：松田真知子（13話）
- 老人：野村信次（13話）
- 保育士：岩佐まり（13・14話）
- 松本健：鈴木リョウジ（14話）
- アッコ：佐々木麻緒（15話）
- 医師：加門良（15話）
- 看護師：手塚桃子（15話）
- 主婦：大田沙也加[注 17]、菊地裕子、那須佐代子、森田亜紀（16話）
- TVアナウンサー：岡崎宏、櫻井ゆか（16話）
- 女の子：岡山優花（16話）
- 氷の美女ニーナ：上良早紀（17話）
- UDFオーストラリア支部パイロット：ベンジャミン・アイッソウ（17話）
- 屋上の子供：八木布武希（17話）
- シャマー星人：佐藤正宏（18話）
- 漁師：野口雅弘（18話）
- UDF警備員：三元雅芸（18話）
- 母親：尾上博美（18話）
- 鉄工所職員：佐々木仁、鈴木信二（18話）
- 主婦：内倉清美、村瀬小百合（18話）
- ネオンサイン関係会社社員：松澤仁晶（18話）
- 花火職人：金と銀（18話）
- サラリーマン：永井博章（18話）
- オザキタケル：森次晃嗣（19話）
- ターラ星人：アレクサンダー大塚（19話）
- 古代の村長：村石宏實[23]（19話）
- 山口初子：芳本美代子（20話）
- 山口武雄：小野寺丈（20話）
- 山口美里：吉谷彩子（20話）
- 山口孝：杉谷和哉（20話）
- 和尚、流れ星一郎、荒くれライダー：赤星昇一郎（20話）
- 天気予報アナウンサー：三上ユリエ（20話）
- アナウンサー：井上浩（20話）
- 宮原香波：大寶智子（21話）
- 宇野一馬：石井英明（21話）
- レポーター・高山由美子：川先宏美（21話）
- 青年：川島大、藤田大助（21話）
- 駐在：本多隆（21話）
- 蓮沼征夫：石橋蓮司（22話）
- 女：真田薫（22話）
- 佐伯昭宏監督：諏訪太朗（22話）
- ベース・ポセイドン職員：井川哲也、石井揮之、大家仁志（23話）
- 楢崎刑事：六平直政 / 少年時代：藤原健太（24話）
- 研究員[注 18]：堀内正美（24話）
- 篠原刑事：山本昌之（24話）
- 工員：赤間浩一（赤間）、岩崎正寛、上杉陽一（24話）
- 着ぐるみ職人：打出親五（24話）
- 黒服の男：寺田農（24話）
- 駈：谷野欧太（25話）
- ネリル星人キーフ：河相我聞（25話）
- 的河調査団長：山崎進哉（25話）
- アナウンサー：下村彰宏（25話）
- 会社員：石田将士、濱田実里（25話）
- 亜由：野本ほたる（25話）
- 子供：早川拓也（25話）
- 高校生：小野健人、途中慎吾（25話）
- 古理博士：犬塚弘 / 少年時代：渡辺直樹（26話）
- トネリコのステッキを持った老人：村上幹夫（26話）
- 森林監視員：足立建夫（26話）
- 古理博士の母：得田舞美（26話）
- 古理博士の妹：渡邉ひかる[注 19]（26話）
- ピット星人：星野マヤ（レオール）、益子梨恵（ノヴー）（27話）
- 医師：江口信（27話）
- イトイガワ技官：森永徹（27話）
- 警官：荒木誠、垂柳敦志（27話）
- ヤシロ：村田尚史（27話）
- 主婦：椿原幹子（27話）
- リリカ：斉藤麻衣（28話）
- KBNメンバー：安藤一夫（横内）、伊藤久美子（妙子）、新田亮（中村）（28話）
- 子供：田口慧、庭野亜美、林泰勇騎（28話）
- リリカの両親：北見誠、高井純子（28話）
- 上田耕生：赤星昇一郎（29話）
- 人見信：青柳文太郎（29話）
- 桜木弘子：江口ヒロミ（29話）
- 横山巡査：正名僕蔵（29話）
- UNBALANCEスタッフ：洞内秀（奈良丸）、若林久弥（29話）
- UNBALANCE監督：満田かずほ（29話）
- 内海カメラマン：倉持武弘（29話）
- またぎ：村石宏實（29話）[23]
- 渋谷のレポーター：小井土一章[注 20]（29話）
- ストリートミュージシャン：阿部将（29話）
- 佐橋健児：佐原健二 / 俳優時代：岡田秀樹（29話）
- 西郷保彦：西條康彦 / 俳優時代：片山雅彦（29話）
- 医師：正岡邦夫（30話）
- 魚屋：冨田昌則（31話）
- 八百屋：石倉良笙（31話）
- 市民：秋元さわ子、菅真紀（31話）
- 研究員：新田将司、牧田雄一（31話）
- ケルス：小田井涼平（32話）
- 宇宙工作員ケダム：キャスタッフ（32話）
- 一ノ瀬勉：池田晃信（33・34話）
- タイニーバルタン：半田杏（33・34話）
- 駐在の警察官：真夏竜（33・34話）
- 警備員：毒蝮三太夫（33話/特別出演）
- ダークバルタン：尾崎右宗（33・34話）
- 少年少女：伊東理衣子、倉嶋ひろか、久保田潤、藤本武男（34話）
- 生田宇宙：小林翼（35話）
- 生田希望：清水萌々子（35話）
- レポーター：小松みゆき（35話）
- 生田姉弟の母：小野日路美（35話）
- 四谷博士：渡来敏之（36話）
- 避難する男：徳山秀典（36話）[注 21]
- 成宮和也：萩原流行（37話）
- 幼少時代のミズキ：上野一舞（37話）
- ベース・タイタン一般隊員：中村果生莉（38話）
- デロス：シェリー・スウェニー（39話）
- 2076年のUDF隊員：阿部靖史、大塚克己、グレゴリー・ペッカー、広井憲太郎（39話）
- 銀河系観測隊員：松田志織（39話）

### 声の出演
括弧内は登場した話数。
- ナレーター：佐野史郎
- ウルトラマンマックス：中井和哉
- マックスボックス、DVD特典映像ナレーション：高戸靖広
- スラン星人：川津泰彦（4話）
- TV番組ナレーション：半田雅和（9話）
- 音楽番組ナレーション：御崎朱美（12話）
- ゼットン星人：堀之紀（13、14話）
- ウルトラマンゼノン：龍谷修武（13・39話）
- モエタランガ：遠藤守哉（31話）
- ウルトラマンマックス（分身）、ダークバルタン（分身）：寺本勲[67]（34話）
- オートマトン：平野正人（38話）
- サテライトバーサーク：山田真一（38・39話）
- 避難アナウンス：山田真一（38話）
- デロス：山本百合子（39話）

### スーツアクター
- ウルトラマンマックス：岩田栄慶[68][69]、寺井大介[69]、山本諭[69]
- ウルトラマンゼノン：ケフィ・アブリック[50]
- 怪獣・宇宙人[70]：末永博志、横尾和則、中村博亮、相馬絢也、西村郎、永田朋裕、丸山貢治、高津房代、外島孝一、下川真矢[71]、福智幸太

## スタッフ
- 監修・製作：円谷一夫
- 製作統括：大岡新一
- 企画：加藤直次（CBC）、江藤直行（円谷プロダクション）、中村理一郎（電通）
- プロデューサー：岡﨑剛之（CBC）、八木毅・渋谷浩康（第13話 - ）（円谷プロダクション）、山西太平（電通）
- 監督：金子修介、鈴木健二、村石宏實、栃原広昭、梶研吾、菊池雄一、佐藤太、三池崇史、村上秀晃、実相寺昭雄、八木毅、高野敏幸、飯島敏宏、（オンエア順）
- 脚本：梶研吾、小林雄次、川上英幸、林壮太郎、たけうちきよと、大倉崇裕、黒田洋介、尾崎将也、金子二郎、上原正三、NAKA雅MURA、福田卓郎、太田愛、高木登、小中千昭、中島かずき、千束北男、藤川桂介（オンエア順）
- 製作プロデューサー：小山信行
- 音楽プロデューサー：玉川静
- 音楽：蓜島邦明
- 音楽協力・ピアノ：冬木透（第22・24話）
- ソプラノ：大西ゆか（第22・24話）
- 本編スタッフ
  - 撮影：岡雅一、中堀正夫、高橋義仁、小宮由紀夫
  - 照明：佐藤才輔、牛場賢二、真崎良人
  - 美術：内田哲也
  - 録音：楠本龍巳、岩岡勝徳
  - 操演：村石義徳
  - 助監督：髙下守、小原直樹
  - 殺陣：二家本辰巳
  - 助監督：髙下守、小原直樹、黒木浩介、安原正恭
  - VFX：田代定三
  - 編集：矢船陽介、冨永美代子
  - デジタルエディター：柳生俊一
  - VE：橋本昌樹、高田秀雄
  - スクリプター：阿南玲那、飯塚美穂、安川知里、島貴育子、湯澤ゆき
  - 製作担当：中井光夫、土肥裕二
  - 製作主任：高橋誠喜、納田長武
  - 製作進行：三松貴
- 特技スタッフ
  - 撮影：新井毅
  - 照明：高野和男、市川元一
  - 美術：佐々木朋哉
  - 操演：根岸泉、大久保健
  - 殺陣：岡野弘之、松本真治
  - 助監督：日暮大幹、伊藤良一、髙下守
  - スクリプター：島貴育子、阿南玲那、長谷川幸子、安川知里
  - 製作主任：菊池英次
- キャラクターメンテナンス：宮川秀男、福井康之
- キャラクターデザイン：丸山浩、板野一郎、さとうけいいち、NAKA雅MURA
- キャラクターデザイン・イメージボード：酉澤安施
- メカニカル&アイテムデザイン：プレックス
- アイテム製作：ヒルマモデルクラフト
- CGI・CGIモーションディレクター：板野一郎
- CGIスーパーバイザー：鹿角剛
- マネージャー：小田達哉
- ディレクター：早川哲司、祖父江成則
- 3Dテクニカル：祖父江成則
- デザイナー：上田和彦、柴田実久、崎山敦嗣、石崎太郎、水石徹、笹倉秀信、加島裕幸、羽原直栄、小嶋律史、森裕二、ぬかやとしまさ、大坪隆仁、中村俊一、坂本竜治、林秀則、川口智久、澤田元春、小杉淑美、佐々木哲也、山本雄一、三階直史、鈴木央於、姜千明、谷澤一貴、関根聡一郎、天田弘行、三宅仁
- エフェクトコーディネート：小野寺浩
- エフェクトアニメーター：吉澤一久
- デジタルマットアート：有働武史
- 操演：亀甲船
- 光学アニメーション：日本エフェクトセンター
- 音響：スワラプロダクション
  - 音響効果：今野康之、和田俊也、古谷友二
  - 選曲：水野さやか、池田地香子、鈴木潤一朗
  - 整音：松本能紀
  - MD担当：福井顯、須賀久子
- 催事宣伝：古池啓一、大野まゆみ、菅野悦子
- 製作デスク：石渡牧子
- 番組宣伝：重松和世、橋本栄次、太田小由美、黒澤桂、武藤博昭、船井宏
- スチール：橋本賢司
- 造型：開米プロダクション
- スタジオ：東宝ビルト
- 機材協力：銀座サクラヤ
- 車輌協力：フィアットオートジャパン、ドゥカティジャパン、ガレーヂ伊太利屋
- カースタント：タカハシレーシング
- 劇用車製作:ダブリューツー
- 番組宣伝：重松和世
- 制作協力：バンダイナムコホールディングス、電通
- 製作・著作：中部日本放送、円谷プロダクション

## 放映データ
過去のウルトラシリーズは本編の間にCMを1回だけ挟む前後半構成だったが、本作品は本編の間にCMが2回入る構成となっている。本編の尺を確保するためにEDとアイキャッチがカットされ、OPも従来の90秒から70秒に短縮されたため、1回あたりの本編放送時間はウルトラシリーズで最長の24分前後となる。番組の構成は以下の通り。
番組タイトル→アバンタイトル→オープニング→CM→本編Aパート→CM→本編Bパート→CM→本編Cパート→次回予告→情報コーナー「マックスボックス」
本作品は物語上は全39話で完結するが、本放送においては最終回の翌週（2006年4月1日）に、これまでのマックスの戦いを振り返る総集編『マックススペシャルフィナーレ“ウルトラの未来へ”』を放送して終了した。最終エピソードの脚本を担当した小中千昭は、「4月1日（総集編）の放送分もあるのなら3部作にしたかった」と後に語っている。

## 放映リスト
- 怪獣の詳細・肩書き[注 23]は「ウルトラマンマックスの登場怪獣」を参照。
- 視聴率はビデオリサーチ調べ（関東地区）

| 話数 | サブタイトル                              | 登場怪獣・宇宙人                                           | 脚本                | 監督       | 特技監督 | 放送日        | 視聴率 |
| ---- | ----------------------------------------- | ---------------------------------------------------------- | ------------------- | ---------- | -------- | ------------- | ------ |
| 1    | ウルトラマンマックス誕生!                 | - グランゴン - ラゴラス                                    | - 梶研吾 - 小林雄次 | 金子修介   | 鈴木健二 | 2005年 7月2日 | 5.3%   |
| 2    | 怪獣を飼う女                              | エレキング                                                 | - 梶研吾 - 小林雄次 | 金子修介   | 鈴木健二 | 7月9日        | 4.1%   |
| 3    | 勇士の証明                                | レギーラ                                                   | 川上英幸            | 村石宏實   | 村石宏實 | 7月16日       | 3.8%   |
| 4    | 無限の侵略者                              | スラン星人                                                 | - 梶研吾 - 林壮太郎 | 村石宏實   | 村石宏實 | 7月23日       | 4.7%   |
| 5    | 出現、怪獣島!                             | - レッドキング - ピグモン - パラグラー - サラマドン        | たけうちきよと      | 栃原広昭   | 鈴木健二 | 7月30日       | 3.3%   |
| 6    | 爆撃、5秒前!                              | - レッドキング - ピグモン - パラグラー - サラマドン        | たけうちきよと      | 栃原広昭   | 鈴木健二 | 8月6日        | 3.7%   |
| 7    | 星の破壊者                                | ケサム                                                     | - 梶研吾 - 大倉崇裕 | 梶研吾     | 菊地雄一 | 8月13日       | 3.5%   |
| 8    | DASH壊滅!?                                | バグダラス                                                 | 林壮太郎            | 梶研吾     | 菊地雄一 | 8月20日       | 3.7%   |
| 9    | 龍の恋人                                  | ナツノメリュウ                                             | 小林雄次            | 佐藤太     | 村石宏實 | 8月27日       | 3.4%   |
| 10   | 少年DASH                                  | メタシサス                                                 | 黒田洋介            | 佐藤太     | 村石宏實 | 9月3日        | 4.5%   |
| 11   | バラージの預言                            | アントラー                                                 | 尾崎将也            | 金子修介   | 金子修介 | 9月10日       | 4.6%   |
| 12   | 超音速の追撃                              | ヘイレン                                                   | 金子二郎            | 金子修介   | 金子修介 | 9月17日       | 3.2%   |
| 13   | ゼットンの娘                              | - ゼットン星人 - ゼットン - ウルトラマンゼノン             | 上原正三            | 八木毅     | 鈴木健二 | 9月24日       | 4.4%   |
| 14   | 恋するキングジョー                        | キングジョー                                               | 上原正三            | 八木毅     | 鈴木健二 | 10月1日       | 3.4%   |
| 15   | 第三番惑星の奇跡                          | イフ                                                       | NAKA雅MURA          | 三池崇史   | 三池崇史 | 10月8日       | 4.5%   |
| 16   | わたしはだあれ?                           | タマ・ミケ・クロ                                           | NAKA雅MURA          | 三池崇史   | 三池崇史 | 10月15日      | 3.7%   |
| 17   | 氷の美女                                  | - ニーナ - エラーガ                                        | 金子二郎            | 村上秀晃   | 菊地雄一 | 10月22日      | 4.7%   |
| 18   | アカルイセカイ                            | シャマー星人                                               | 福田卓郎            | 村上秀晃   | 菊地雄一 | 10月29日      | 4.7%   |
| 19   | 扉より来たる者                            | - ターラ星人 - ギルファス                                  | 林壮太郎            | 村石宏實   | 村石宏實 | 11月5日       | 3.4%   |
| 20   | 怪獣漂流                                  | クラウドス                                                 | 太田愛              | 村石宏實   | 村石宏實 | 11月12日      | 3.7%   |
| 21   | 地底からの挑戦                            | ゴモラ                                                     | 高木登              | 栃原広昭   | 鈴木健二 | 11月19日      | 5.0%   |
| 22   | 胡蝶の夢                                  | 魔デウス                                                   | 小林雄次            | 実相寺昭雄 | 菊地雄一 | 11月26日      | 3.8%   |
| 23   | 甦れ青春                                  | フライグラー                                               | 小林雄次            | 栃原広昭   | 鈴木健二 | 12月3日       | 3.6%   |
| 24   | 狙われない街                              | メトロン星人                                               | 小林雄次            | 実相寺昭雄 | 菊地雄一 | 12月10日      | 4.9%   |
| 25   | 遥かなる友人                              | - ネリル星人キーフ - ゴドレイ星人                          | 太田愛              | 八木毅     | 鈴木健二 | 12月17日      | 4.1%   |
| 26   | クリスマスのエリー                        | ユニジン                                                   | 太田愛              | 八木毅     | 鈴木健二 | 12月24日      | 3.7%   |
| 27   | 奪われたマックススパーク                  | - エレキング - エレキング（幼体） - ピット星人             | 小中千昭            | 八木毅     | 八木毅   | 12月31日      | 3.3%   |
| 28   | 邪悪襲来                                  | - ルガノーガー - リリカ                                    | 林壮太郎            | 村石宏實   | 村石宏實 | 2006年 1月7日 | 3.0%   |
| 29   | 怪獣は何故現れるのか                      | ゲロンガ                                                   | 小中千昭            | 村石宏實   | 村石宏實 | 1月14日       | 3.0%   |
| 30   | 勇気を胸に                                | ラゴラスエヴォ                                             | 小中千昭            | 髙野敏幸   | 髙野敏幸 | 1月21日       | 3.5%   |
| 31   | 燃えつきろ! 地球!!                        | モエタランガ                                               | 中島かずき          | 梶研吾     | 髙野敏幸 | 1月28日       | 4.4%   |
| 32   | エリー破壊指令                            | - ケルス - ケルスの部下の宇宙工作員                        | 大倉崇裕            | 梶研吾     | 髙野敏幸 | 2月4日        | 4.8%   |
| 33   | ようこそ! 地球へ 前編 バルタン星の科学    | - ダークバルタン - タイニーバルタン - 海獣                 | 千束北男            | 飯島敏宏   | 菊地雄一 | 2月11日       | 3.9%   |
| 34   | ようこそ! 地球へ 後編 さらば!バルタン星人 | - ダークバルタン - タイニーバルタン - 海獣                 | 千束北男            | 飯島敏宏   | 菊地雄一 | 2月18日       | 4.3%   |
| 35   | M32星雲のアダムとイブ                     | - アダムとイブ - ホップホップ                              | 藤川桂介            | 金子修介   | 鈴木健二 | 2月25日       | 4.3%   |
| 36   | イジゲンセカイ                            | - レッドキング - ピグモン - シャマー星人                   | 福田卓郎            | 金子修介   | 鈴木健二 | 3月4日        | 4.6%   |
| 37   | 星座泥棒                                  | - ケプルス - 星空の創造主サトン星人（セリフのみ）          | 小林雄次            | 八木毅     | 鈴木健二 | 3月11日       | 4.2%   |
| 38   | 地上壊滅の序曲                            | - オートマトン - サテライトバーサーク - スカウトバーサーク | 小中千昭            | 八木毅     | 八木毅   | 3月18日       | 4.1%   |
| 39   | つかみとれ!未来                           | - デロス - ギガバーサーク - ウルトラマンゼノン             | 小中千昭            | 八木毅     | 八木毅   | 3月25日       | 4.2%   |
| 40   | スペシャルフィナーレ 〜ウルトラの未来へ〜 | 全39話の怪獣・宇宙人                                       | 小林雄次            | 八木毅     | 八木毅   | 4月1日        | 3.3%   |

## 主題歌・挿入歌
主題歌「ウルトラマンマックス」
作詞：及川眠子 / 作曲・編曲：高梨康治 / 歌：TEAM DASH with Project DMM
- Project DMMが『ウルトラマンコスモス』以来3年ぶりの主題歌担当となる。TEAM DASHは本作品の主要キャストによる。
- 映像は異空間にマックスのシルエット、DASHメカのCG、本作品に登場する歴代怪獣のシルエットが映し出されている。第18話からダッシュアルファのカットにダッシュドゥカが追加され、第24話からはダッシュバード3号追加と劇中の各メカの活躍シーンが挿入された。怪獣のシルエットは第11話のみアントラーが追加され、第24話からはゼットンのシルエットが除去された。
- 総集編ではEDとしてフルサイズが使用され、OPと合わせて番組に関わった全てのキャスト・スタッフが表示された。

挿入歌
「NOT SO BAD」（第12話）
作詞・作曲：高橋ヨシロウ / 編曲：ACTION / 歌：BAD SCANNERS（ACTION）
挿入曲

「別れの曲」（第15話）
編曲：蓜島邦明
「ちょうちょう」（第22話）
編曲・ピアノ：冬木透 / ソプラノ：大西ゆか

「夕焼け小焼け」（第24話）
編曲・ピアノ：冬木透 / ソプラノ：大西ゆか

イメージソング
「NO LIMITED」
作詞・作曲・編曲：大門一也 / 歌：Project DMM
- 主題歌シングルにカップリング曲として収録された。

「TO THE MAX」
作詞・作曲・編曲：大門一也 / 歌：Project DMM
「チャンスをこの手に」
作詞・作曲：大門一也 / 編曲：籠島裕昌 / 歌：Project DMM
「輝ける世界へ」
作詞・作曲・編曲：大門一也 / 歌：Project DMM
「Ultraman Max」
作詞・作曲・歌：ショーン・ニコルス / 編曲：林有三
「サンダーストーム」
作詞・作曲：KATSUMI / 編曲：大門一也 / 歌：Project DMM
「ウルトラの奇跡」
作詞・作曲・編曲：大門一也 / 歌：Project DMM
- 後に『ウルトラマンメビウス』の挿入歌として使用されている。

「怪獣レクイエム2005」
作詞・作曲・編曲：大門一也 / 歌：Project DMM
「明日になれば」
作詞・作曲：KATSUMI / 編曲：大門一也 / 歌：Project DMM
「ウルトラマン音頭」
作詞・作曲・編曲：大門一也 / 歌：Project DMM

## 漫画
- 特撮エースに連載された。トミイ大塚によるコミカライズ版。ストーリーは本編とは大きく異なり、シリアスかつハードな作風となっている。

## 映像ソフト化

### 本編
- 2005年12月23日から2006年9月22日にかけ、DVDがバンダイビジュアルより発売された。全10巻で第1巻は2話、第10巻は5話、それ以外の巻は4話収録。本作品以降、DVDのみの販売となった。下記商品番号は販売専用分のものを記載。
  1. 2005年12月23日 BCBS-2382
  2. 2006年1月27日 BCBS-2383
  3. 2006年2月24日 BCBS-2384
  4. 2006年3月24日 BCBS-2385
  5. 2006年4月26日 BCBS-2386
  6. 2006年5月26日 BCBS-2387
  7. 2006年6月23日 BCBS-2388
  8. 2006年7月28日 BCBS-2389
  9. 2006年8月25日 BCBS-2390
  10. 2006年9月22日 BCBS-2391
- 2008年2月22日にはテレビ本編の内容を1時間に再編集した、『クライマックスストーリーズ ウルトラマンマックス』が発売された。ナレーションはトウマ・カイト役の青山草太が担当。
- 2012年10月26日にはDVD-BOXが発売された[74]。

### 関連DVD
- ウルトラマンマックス マックス&DASHのひみつ!（2006年1月27日）BCBK-2403
- クライマックス・ストーリーズ ウルトラマンマックス（2008年2月22日）BCBK-3190

### DVDでの変更点・追加点
第11話「バラージの預言」
本放送分のみ、冒頭部分に子供たちがゴジラとガメラの玩具を戦わせて遊ぶシーンがある。この回の監督を務めた金子修介がゴジラシリーズとガメラシリーズ両方の監督を務めていたことから生まれた、「ゴジラVSガメラ」というお遊び的なシーンである。金子が東宝プロデューサーの富山省吾や角川映画から許可を得ており、版権上の理由からDVDでは削除される前提で撮影された。
第15話「第三番惑星の奇跡」
セル版のDVDのみに、本来のラストシーンとは別に「もう一つの結末」が特別収録されている。内容は本編ラストシーンのNGカットに演出を加えたコメディタッチのもの。
放送上の最終話「スペシャル・フィナーレ〜ウルトラの未来へ〜」
テレビシリーズのDVDには収録されていなかったが、その後の2008年2月に再編集版が『クライマックス・ストーリーズ』の第3弾として発売された。

## 他ウルトラシリーズへの客演
ギャラクシークライシス（詳細は大怪獣バトル#世界観を参照）以降の設定もあり、『マックス』本編から直接つながらない別世界へ普通に客演している。
『大怪獣バトル ウルトラ銀河伝説 THE MOVIE』
宇宙警備隊の一員としてマックスとゼノンが登場し、ウルトラマンベリアルと戦う。しかし、マックスはギガバトルナイザーによる打撃を受けて壁に叩きつけられ、ゼノンもベリアルの強烈なキックに吹っ飛ばされ、両者とも有効な攻撃を与えられないまま倒される。その後、光の国の氷結に巻き込まれてしまうが、ウルトラマンゼロがベリアルから「プラズマスパーク・エネルギーコア」を取り戻したことにより復活する。最後にウルトラマンネオス、ウルトラセブン21、ウルトラマンボーイと一緒にいる場面が見られ、ゼノンがマックスの肩に手を置いていた。
『ウルトラマンゼロ THE MOVIE 超決戦!ベリアル銀河帝国』
ゼノンと共に前作に引き続いて登場し、カイザーベリアルが送り込んだダークロプス軍団と戦う。
『劇場版 ウルトラマンギンガS 決戦!ウルトラ10勇士!!』
マックスが登場。時空城でスラン星人（エタルダミー）と戦った。
- 『マックス』の登場怪獣はスーツが現存していないものが多く、対戦相手の選定は一番難航した。企画段階では10周年となるマックスをメインゲストとし、車両が現存しているダッシュアルファを登場させる案も存在していた。両作品の脚本を担当した小林雄次は、アンドロイドの登場や地底世界との関わりなど『マックス』と『ギンガS』には共通項が多いと分析している。

『ウルトラマンX』
第8話「狙われたX」に登場。『マックス』本編でマックスに倒されたスラン星人の同族であるスラン星人クワイラを追って、『X』の世界を訪れる。トウマ・カイトも登場するが本人ではなく、クワイラの擬態した姿とマックスの擬態した姿の2人が登場する。
マックスの擬態したカイトはDASHの制服を着用してダッシュライザーも所持しており、クワイラの擬態したカイトに対して発砲する。変身後にはクワイラと彼に操られたウルトラマンエックスとゼットンによって劣勢へ追い込まれるが、エックスがクワイラの支配下から逃れた後にはエックスと共闘し、自身はクワイラと対決する。クワイラとゼットンを倒した後、大地にウルトラマンマックスカードを与えて『X』の世界から飛び去っていった。
『劇場版 ウルトラマンX きたぞ!われらのウルトラマン』
マックスが登場。サイバーカードによって召還され、ツルギデマーガの1体と戦う。
『ウルトラギャラクシーファイト 大いなる陰謀』
マックスとゼノン（声 - 岩崎諒太）がChapter.1『動き出す陰謀 -The Beginning-』に登場。マックスは惑星ミカリトを調査中にスラン星人からウルトラマンリブットを庇いゴーデス細胞に侵され、さらにマガオロチの養分として囚われの身となる。細胞の浸食を抑えるために光エネルギーを体内に集めて3日間抵抗し、リブットが戻ってきた際は一時暴走するものの、抗体によって事なきを得る。ゼノンはその直後にマックスギャラクシーとともに駆けつけ、エネルギー補給を受けたマックスはゼノン、リブットと協力して孵化したマガオロチを激戦の末に撃破する。

## 視聴者参加企画
放送に先駆け、円谷プロとCBCによる視聴者参加企画として「怪獣デザインコンテスト」と「伝説の怪獣人気投票」の2企画が行われた。「伝説の怪獣人気投票」では古代怪獣ゴモラが1位となり、第21話「地底からの挑戦」に登場。一方、「怪獣デザインコンテスト」では8歳の少年が考えたルガノールが最優秀賞を受賞し、第28話にルガノーガーとして登場した。また、怪獣デザインコンテスト優秀賞の怪獣たちは、放送の最後にあるミニコーナー「マックスボックス」で紹介された。